# Zerkindenhof

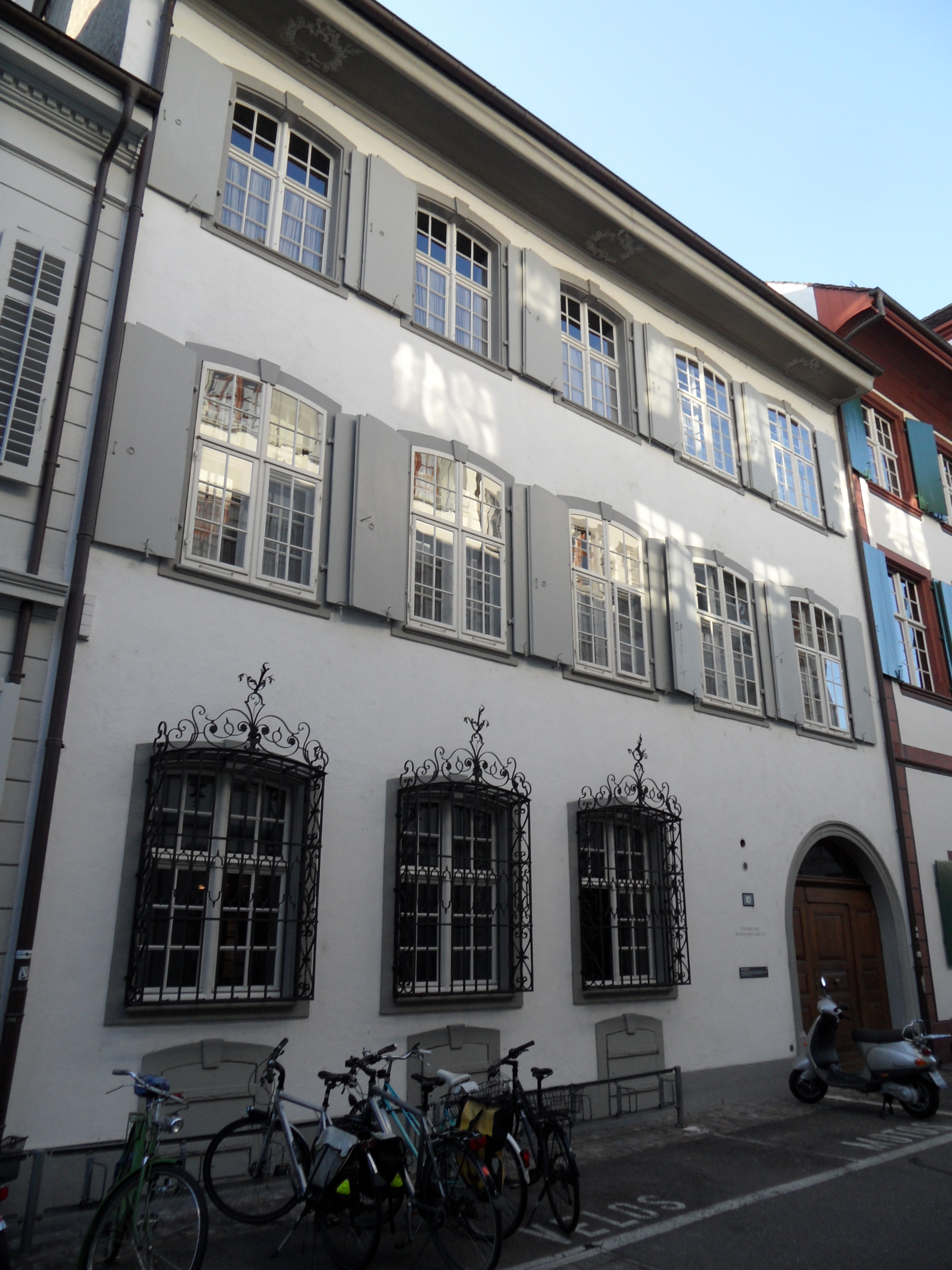
Zerkindenhof

Der Zerkindenhof (Haus zum Heggendorn) ist ein historisches Gebäude in Basel.
Das Gebäude befindet sich am Nadelberg 10. Es ist nach Ritter Nikolaus Zerkinden († 1344) benannt.
Das Treppenhaus und ein eleganter Salon im 1. Obergeschoss stammen aus dem 17. Jahrhundert; ältester Kern aus dem 13./14. Jahrhundert ist der Gebäudeflügel im vorderen Hof. Im vorderen Hof dominiert der von Lienhard Lützelmann 1603–1608 veranlasste Umbau und ein Ceresbrunnen aus weissem Kalkstein von 1750. Zur Liegenschaft gehört auch der einzige erhaltene Schalenturm der inneren Basler Stadtmauer am Petersgraben 43, heute ein Gartenpavillon.
Heute befindet sich im Zerkindenhof die theologische Fakultät der Universität Basel.